# Sydjyllands Storkreds
Der Sydjyllands Storkreds ist ein Mehrpersonenwahlkreis bei Folketingswahlen in Dänemark. Er besteht seit der Folketingswahl 2007, zählt zum Landesteil Sjælland-Syddanmark und ist deckungsgleich mit den westlich des Kleinen Belts liegenden Teilen der Region Syddanmark. Vor 2007 bestanden auf diesem Gebiet das Sønderjyllands Amt, das Ribe Amt und Teile des Vejle Amts.

## Opstillingskredse
Der Sydjyllands Storkreds umfasst 13 Opstillingskredse (Aufstellungskreise). In Klammern angegeben ist die Zahl der Wahlberechtigten bei der Wahl 2022:
- 49 – Sønderborg (53.712)
- 50 – Aabenraa (41.587)
- 51 – Tønder (26.559)
- 52 – Esbjerg By (47.777)
- 53 – Esbjerg Omegn (40.317)
- 54 – Varde (35.999)
- 55 – Vejen (49.002)
- 56 – Vejle Nord (40.478)
- 57 – Vejle Syd (44.312)
- 58 – Fredericia (38.502)
- 59 – Kolding Nord (31.693)
- 60 – Kolding Syd (35.952)
- 61 – Haderslev (40.657)

## Wahlergebnisse

### Stimmenanteile
| Wahl | Wahl  | Wahl- berechtigte | Wahl- beteiligung | A    | B   | C   | D   | E   | F    | I 1 | K   | M   | O    | P   | Q   | V    | Æ    | Ø   | Å   | Sonst. |
| ---- | ----- | ----------------- | ----------------- | ---- | --- | --- | --- | --- | ---- | --- | --- | --- | ---- | --- | --- | ---- | ---- | --- | --- | ------ |
| 2007 | [ 2 ] | 521.137           | 85,9              | 22,9 | 3,4 | 8,3 | —   | —   | 11,4 | 1,9 | 1,0 | —   | 15,7 | —   | —   | 34,6 | —    | 0,8 | —   | —      |
| 2011 | [ 3 ] | 523.500           | 87,1              | 24,1 | 6,6 | 4,0 | —   | —   | 07,7 | 4,9 | 1,0 | —   | 14,8 | —   | —   | 33,1 | —    | 3,8 | —   | —      |
| 2015 | [ 4 ] | 525.609           | 85,6              | 23,5 | 3,1 | 2,2 | —   | —   | 03,0 | 7,5 | 1,1 | —   | 28,4 | —   | —   | 23,5 | —    | 5,1 | 2,6 | 0,0    |
| 2019 | [ 5 ] | 528.108           | 83,4              | 26,1 | 5,9 | 5,1 | 4,1 | 0,7 | 05,2 | 2,1 | 2,2 | —   | 12,5 | 1,8 | —   | 28,5 | —    | 4,1 | 1,6 | 0,1    |
| 2022 | [ 1 ] | 526.547           | 83,2              | 28,4 | 2,3 | 4,8 | 6,2 | —   | 05,8 | 7,6 | 0,7 | 9,3 | 02,8 | —   | 0,4 | 16,5 | 11,3 | 2,4 | 1,4 | 0,1    |

### Mandate
Der Sydjyllands Storkreds wird seit 2022 mit 17 Wahlkreismandaten bemessen. In Klammern angegeben ist zudem die Zahl der Ausgleichsmandate, die zusätzlich an Kandidaten aus dem Wahlkreis fielen. 
| Wahl | Gesamt | A   | B     | C     | D     | F     | I 1   | M   | O     | V     | Æ     | Ø     |
| ---- | ------ | --- | ----- | ----- | ----- | ----- | ----- | --- | ----- | ----- | ----- | ----- |
| 2007 | 18 (6) | 5 — | 0 (1) | 1 (1) | —     | 2 (1) | 0 (1) | —   | 3 (1) | 7 (1) | —     | 0 —   |
| 2011 | 18 (5) | 5 — | 1 (1) | 0 (1) | —     | 1 (1) | 1 —   | —   | 3 (1) | 7 —   | —     | 0 (1) |
| 2015 | 18 (2) | 5 — | 0 (1) | 0 —   | —     | 0 —   | 1 (1) | —   | 4 —   | 4 —   | —     | 1 —   |
| 2019 | 18 (3) | 6 — | 1 —   | 1 —   | 0 (1) | 1 —   | 0 (1) | —   | 3 —   | 6 —   | —     | 0 (1) |
| 2022 | 17 (5) | 6 — | 0 (1) | 1 —   | 1 —   | 1 —   | 1 (1) | 2 — | 0 (1) | 3 —   | 2 (1) | 0 (1) |